# Csernai Tibor
Csernai Tibor (Pilis, 1938. december 3. – Tatabánya, 2012. szeptember 11.) olimpiai bajnok magyar labdarúgó. Testvére Csernai Pál labdarúgóedző, aki több neves európai klubnál edzősködött.

## Pályafutása

### Klubcsapatokban
Labdarúgó pályafutását Pilisen kezdte, majd a Csepel játékosa volt. 1958-ig a Ceglédben, 1960-ig a BVSC-ben játszott. Az 1961–1962-es szezonban, az élvonalba akkor felkerült Ózdi Kohász labdarúgója volt. 26 mérkőzésen 19 gól lőtt. Az Ózd kiesése után a Tatabányai Bányászhoz igazolt. Sikereit 1962 és 1970 között a Tatabányai Bányász csatáraként érte el. 175 bajnoki mérkőzésen szerepelt és hatvan gólt rúgott. Csapatával magyar bajnoki harmadik helyezett volt (1964, 1966), 1967-ben az ötödik, 1965-ben pedig hatodik. 1970-ben vonult vissza és Tatabányán telepedett le. 74 esztendős korában 2012. szeptember 11-én hunyt el.

### Az olimpiai válogatottban
Négyszer szerepelt a magyar olimpiai válogatottban és hat gólt rúgott. Tagja volt az 1964-ben, Tokióban aranyérmet nyert a csapatnak.

## Sikerei, díjai
- Olimpiai játékok
  - aranyérmes: 1964, Tokió

Tatabányai Bányász
- Magyar bajnokság
  - 3. (2 alkalommal): 1964, 1966

## Statisztika

### Mérkőzései a válogatottban
| Magyarország | Magyarország      | Magyarország                         | Magyarország  | Magyarország | Magyarország | Magyarország         | Magyarország | Magyarország      |
| #            | Dátum             | Helyszín                             | Hazai         | Eredmény     | Vendég       | Kiírás               | Gólok        | Esemény           |
| ------------ | ----------------- | ------------------------------------ | ------------- | ------------ | ------------ | -------------------- | ------------ | ----------------- |
|              | 1964. október 15. | Tokió, Komazawa stadion (JPN)        | Magyarország  | 6 – 5        | Jugoszlávia  | olimpiai B csoport   | -            | 5' 11' 44' 63'    |
|              | 1964. október 18. | Jokohama, Mitsuzawa stadion (JPN)    | Magyarország  | 2 – 0        | Románia      | olimpiai negyeddöntő | -            | 2' 84' (11-esből) |
|              | 1964. október 20. | Tokió, Csicsibu Herceg Stadion (JPN) | Magyarország  | 6 – 0        | Egyiptom     | olimpiai elődöntő    | -            |                   |
|              | 1964. október 23. | Tokió, Olimpiai stadion (JPN)        | Csehszlovákia | 1 – 2        | Magyarország | olimpiai döntő       | -            |                   |
|              | Összesen          |                                      |               | 0            | mérkőzés     |                      | 0            | gól               |